# 茹萨里
茹萨里是巴西巴伊亚州的一个市镇。总面积356.735平方公里，总人口6889人，人口密度19.3人/平方公里。